# Centre de santé autochtone Wabano
Pour les articles homonymes, voir Wabano.
Wabano est un centre de santé et de bien-être et espace culturel au service de la communauté autochtone d'Ottawa, en Ontario, Canada. Il fait partie de plus de 20 centres d'accès à la santé autochtone en Ontario qui offrent des pratiques de guérison traditionnelles aux côtés de la médecine occidentale et qui traitent non seulement de la santé physique, mais aussi de la santé spirituelle, mentale et émotionnelle. À Wabano, un pavillon de ressourcement (en) est situé à côté d'une clinique de soins primaires. Fondée en 1998, l'organisation inaugure le centre en 2013, dans un bâtiment conçu par le célèbre architecte autochtone Douglas Cardinal,,.
À l’intérieur, les quatre éléments servent à désigner les étages : la terre, l’eau, le feu et le ciel.
Wabano fait l'objet d'un documentaire de 2023 d'Alanis Obomsawin, Wabano : La lumière du jour, produit par l'Office national du film du Canada.